# 시엔

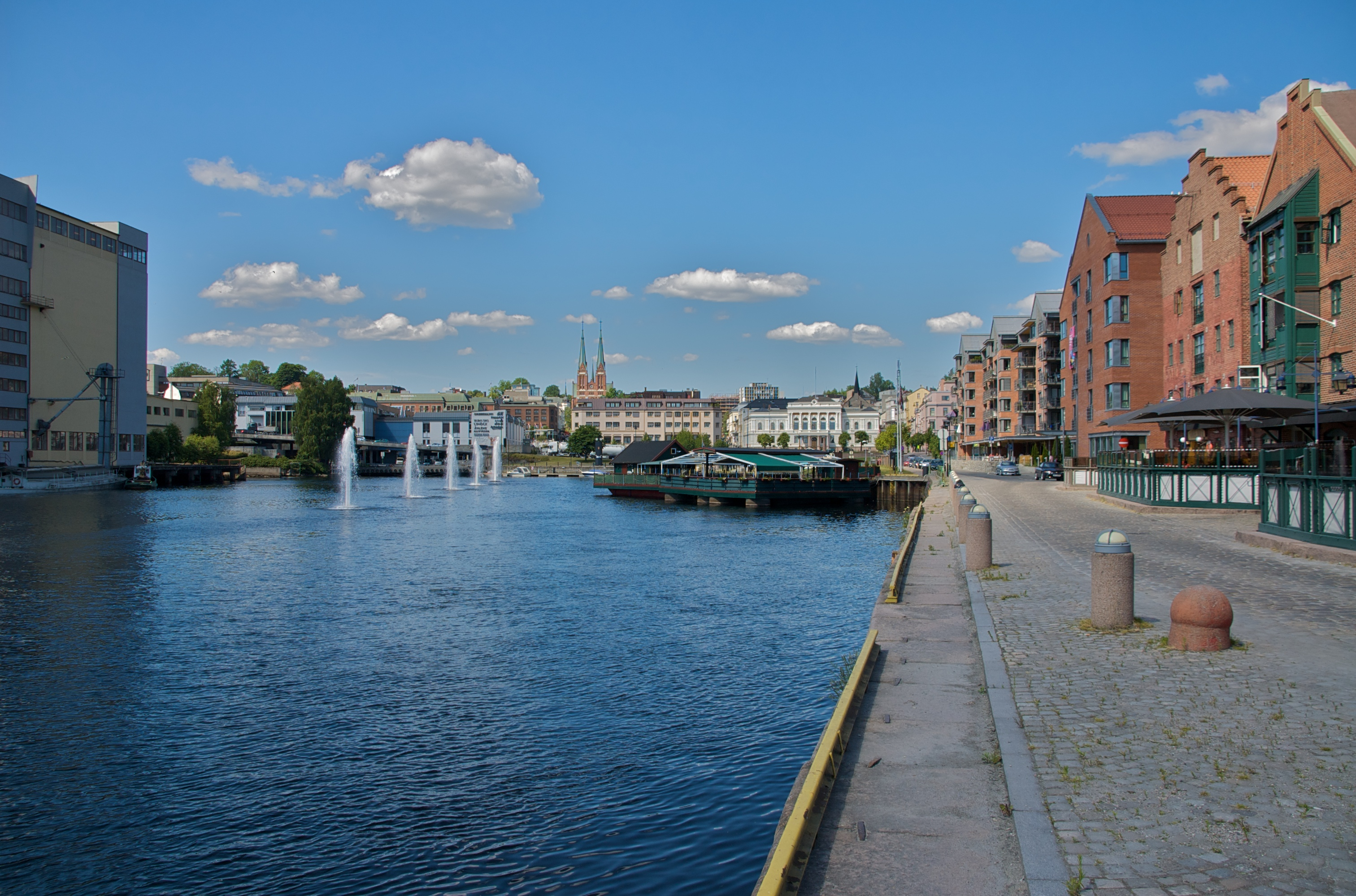

시엔(Skien)은 노르웨이 텔레마르크주의 주도다. 시장은 Hedda Foss Five이다. 면적은 779km2이며 인구는 2013년 1월 현재 63,952(인구 밀도는 83.1명/km2)이다.

## 이 지역 출신 유명인
- Brynild Anundsen , 《Decorah Posten》지 창립자
- Jon Fredrik Baksaas, Telenor社의 CEO
- Tor Åge Bringsværd, 작가
- Bjørn Tore Godal, 정치인
- Torjus Hansén, 축구 선수
- Henrik Ibsen, 극작가
- Rune Jarstein, 축구 선수
- Bård Tufte Johansen, 코미디언
- Hjalmar Johansen, 북극 탐험가
- Frode Johnsen, 축구 선수
- Audun Kleive, 음악가
- Gunnar Knudsen, 노르웨이 전 총리
- Severin Løvenskiold, 정치인
- Peter Andreas Munch, 역사학자
- Terje Riis Johansen, 정치인
- Aage Samuelsen, 싱어송라이터
- Tommy Svindal Larsen, 축구 선수
- Bugge Wesseltoft, 작곡가 겸 음악가

## 자매 도시
- 러시아 볼고그라드주 벨로제르스크
- 에스토니아 여흐비
- 핀란드 서핀란드 주 로이마
- 미국 노스다코타주 Minot
- 아이슬란드 모스펠스바이르
- 루마니아 오네슈티
- 독일 렌츠부르크
- 이탈리아 캄파니아주 나폴리현 소렌토
- 덴마크 티스테드
- 스웨덴 우데발라